# Spalerosophis arenarius
Spalerosophis arenarius är en ormart som beskrevs av Boulenger 1890. Spalerosophis arenarius ingår i släktet Spalerosophis och familjen snokar. Inga underarter finns listade i Catalogue of Life.
Denna orm förekommer i Pakistan. Arten lever där i öknar med glest fördelad växtlighet. Den besöker ibland jordbruksmark och människans samhällen. Honor lägger ägg.
Några exemplar fångas för ormtjusning. Hela populationen anses vara stabil. IUCN listar arten som livskraftig (LC).